# ナショナル・ウエストミンスター銀行

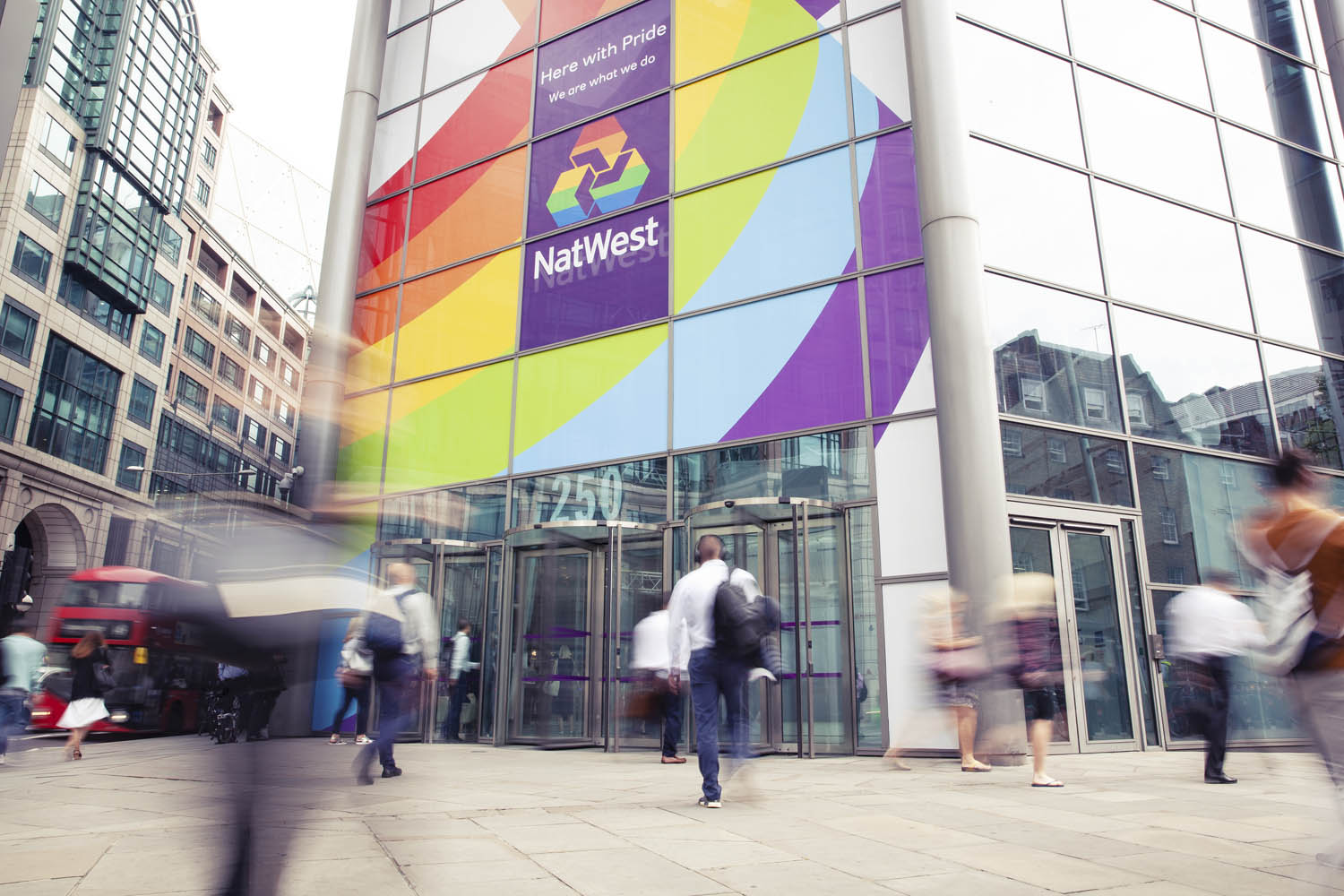
ロンドンにある本社

ナショナル・ウエストミンスター銀行（英: National Westminster Bank Plc）は、イギリス・ロンドンに本拠を置く商業銀行。通常はNatwest（ナットウエスト）と省略して呼ばれる。主にイングランドとウェールズを主要な営業区域としている。ナットウエスト・グループの一員。

## 沿革
1968年に、ナショナル・プロヴィンシャル銀行とウェストミンスター銀行が合併して現在の形態となった。
1990年代にはモンデックス・インターナショナルを設立し、電子マネー「モンデックス」を開発し主導していた。1999年に、ロイヤルバンク・オブ・スコットランドによる敵対的買収を受けた。現在はナットウエスト・グループの一員となっている。海外の租税回避地にも現地法人や拠点を有する。